# L-Għadira s-Safra u l-Iskoll tal-Għallis
L-Għadira s-Safra u l-Iskoll tal-Għallis este o arie protejată (arie specială de conservare — SAC, sit de importanță comunitară — SCI) din Malta întinsă pe o suprafață de 2,82 ha, integral pe uscat.

## Localizare
Centrul sitului L-Għadira s-Safra u l-Iskoll tal-Għallis este situat la coordonatele 35°57′10″N 14°26′42″E / 35.9528°N 14.445°E.

## Înființare
Situl L-Għadira s-Safra u l-Iskoll tal-Għallis a fost declarat sit de importanță comunitară în aprilie 2004 pentru a proteja un număr necunoscut de specii din flora spontană și fauna sălbatică aflate în arealul zonei. Situl a fost protejat și ca arie specială de conservare în decembrie 2016.

## Biodiversitate
Situată în ecoregiunea mediteraneană, aria protejată conține 2 habitate naturale: Tufărișuri halofile mediteraneene și termo-atlantice (Sarcocornetea fruticosi), Iazuri temporare mediteraneene.
La baza desemnării sitului se află un număr nedeclarat de specii protejate.